# Miłość na Manhattanie
Miłość na Manhattanie (ang. Manhattan Love Story) – komedia romantyczna, amerykański serial telewizyjny wyprodukowany przez ABC Studios oraz Brillstein Entertainment Partners. Twórcą serialu jest Jeff Lowell. 
Premierowy odcinek został wyemitowany 30 września 2014 roku przez ABC. W Polsce serial był emitowany od 14 października 2014 roku przez  Seriale+.

 25 października 2014 roku stacja ABC anulowała serial zaledwie po 4 odcinkach. 

## Fabuła
Serial opowiada historię miłosną Dany i Petera, ich wspólne wzloty i upadki w nowoczesnym świecie.

## Obsada
- Analeigh Tipton jako Dana
- Jake McDorman jako Peter[4]
- Nicolas Wright jako David[5]
- Jade Catta-Preta jako Amy[6]
- Chloe Wepper jako Chloe[7]
- Kurt Fuller jako William

### Role drugoplanowe
- Nico Evers-Swindell jako Tucker[8]

## Odcinki
| Sezon | Sezon | Odcinki | Oryginalna emisja | Oryginalna emisja    | Oryginalna emisja    | Oryginalna emisja | Oryginalna emisja |
| Sezon | Sezon | Odcinki | Premiera sezonu   | Finał sezonu         | Premiera sezonu      | Finał sezonu      |                   |
| ----- | ----- | ------- | ----------------- | -------------------- | -------------------- | ----------------- | ----------------- |
|       | 1     | 11      | 30 września 2014  | 21 października 2014 | 14 października 2014 | 30 grudnia 2014   |                   |

### Sezon 1 (2014)
| #  | Tytuł                                        | Reżyseria        | Scenariusz     | Premiera ABC                      | Premiera Seriale+    |
| -- | -------------------------------------------- | ---------------- | -------------- | --------------------------------- | -------------------- |
| 1  | Pilot                                        | Michael Fresco   | Jeff Lowell    | 30 września 2014                  | 14 października 2014 |
| 2  | In the Mix, On the Books, and In the Freezer | Michael Fresco   | Jeff Lowell    | 7 października 2014               | 21 października 2014 |
| 3  | Gay or British?                              | Peter Lauer      | Sue Paige      | 14 października 2014              | 28 października 2014 |
| 4  | It's Complicated                             | Christine Gernon | Sarah Dunn     | 21 października 2014              | 4 listopada 2014     |
| 5  | Sex Actually                                 | Peter Lauer      | Leila Strachan | 5 listopada 2014 (Nowa Zelandia)  | 18 listopada 2014    |
| 6  | Empire State of Mind Strikes Back            | Scott King       | Rebecca Asher  | 3 grudnia 2014 (Nowa Zelandia)    | 25 listopada 2014    |
| 7  | Plus One                                     | Alex Reid        | Sam Laybourne  | 12 listopada 2014 (Nowa Zelandia) | 2 grudnia 2014       |
| 8  | Happy Thanksmas                              | John Fortenberry | Jack Moore     | 19 listopada 2014 (Nowa Zelandia) | 9 grudnia 2014       |
| 9  | Love Is A Battlefield                        | Fred Goss        | Todd Waldman   | 26 listopada 2014 (Nowa Zelandia) | 16 grudnia 2014      |
| 10 | The Ex Factor                                | John Fortenberry | Daniel Paige   | 4 grudnia 2014                    | 23 grudnia 2014      |
| 11 | Let It Go                                    | John Fortenberry | Jameel Saleem  | 4 grudnia 2014                    | 30 grudnia 2014      |